# Canal anal
Le canal anal est le segment périnéal de l'appareil digestif faisant suite au rectum (voire en fait partie). Il est entouré par un manchon musculo-aponévrotique constitué par le fascia pelvien viscéral (anc. Aponévrose pelvienne), le muscle élévateur de l'anus et le sphincter externe. C'est la région anatomique responsable de la continence fécale.

## Anatomie
Le trajet du canal anal est oblique en bas et en arrière. Il constitue avec le rectum un angle d’environ 115° (137° lorsque la défécation est amorcée, grâce à la sangle du muscle puborectal), ouvert en arrière : le cap anal.
En son tiers moyen se trouve une ligne dite « ligne pectinée » qui correspond à un changement de muqueuse. Elle est la cicatrice laissée par la membrane cloacale qui s'est résorbée au cours de la 9e semaine du développement embryonnaire. 

Au-delà de cette ligne en direction du rectum, la muqueuse est rose et glandulaire, elle dérive de l'endoderme. Dans cet épithélium glandulaire au niveau la ligne pectinée se trouvent six à dix cryptes anales, qui permettent d'accentuer l'étanchéité du canal anal.
Sous cette ligne pectinée, la muqueuse est plus violette et de type pavimenteuse. Elle dérive de l'ectoderme. Dans cet épithélium pavimenteux se trouvent des colonnes anales qui tendent les cryptes. Sous ces colonnes sont situées des glandes procto-anales, qui n'ont pas de fonction connue chez l'Homme (mais qui sont souvent le point de départ d'infection du canal anal).
Le canal anal se termine au niveau de la ligne anocutanée par la peau lisse et pigmentée de la marge anale qui se poursuit par la peau du périnée pourvue de poils et de glandes.
La longueur du canal anal varie selon les individus et leur âge. Selon une étude anatomique nord-américaine basée sur un échantillon de 108 hommes et 103 femmes (de 18 à 90 ans, 59 ans en moyenne) le canal anal moyen (tel qu'on l'observerait en chirurgie) mesure 4,2 cm (variant de 3,0  à   5,3 cm). Chez les hommes, sa longueur moyenne était de 4,4 cm, soit un peu plus long que chez les femmes en moyenne (4,0 cm en moyenne, allant de 3  à   5 cm). 
On appelle « canal anal anatomique » la partie interne de ce canal qui s'étend de la ligne pectinée à la marge externe de l'anus. Dans le cas de l'étude citée ci-dessus, sa longueur était de 2,2 cm en moyenne (de 1,0  à   3,8 cm). Les auteurs n'ont pas trouvé de lien entre la longueur anatomique de ce canal et sa longueur « chirurgicale »
En avant, le canal anal est en rapport avec le noyau fibreux central du périnée et les muscles qui s’en détachent.
- Chez l’homme, il est proche du bulbe urétral et de l’urètre et des glandes de Cowper.
- Chez la femme, il est en rapport avec la paroi postérieure du vagin.

Latéralement, le canal anal est en rapport avec les fosses ischiorectales.
En arrière, la pointe du coccyx et le raphé anococcygien séparent l’une de l’autre les deux fosses ischiorectales.

## Appareil sphinctérien

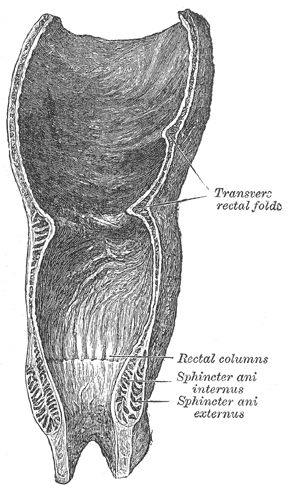
Représentation schématique en coupe coronale du canal anal et du rectum.

L’appareil sphinctérien est formé de deux éléments musculaires distincts : le sphincter interne et le sphincter externe.

### Sphincter interne
Sous les veines hémorroïdales se trouve une fine couche de muscularis mucosae.
Le sphincter interne dérive de la musculature circulaire du rectum, il est donc formé de fibres musculaires lisses dont la contraction est inconsciente.
Son tonus permanent est responsable de l’obturation du canal anal. Il joue de ce fait un rôle important dans la continence. Son innervation dépend du système nerveux autonome.

La musculeuse longitudinale du rectum forme quant à elle le ligament de Parks.

### Sphincter externe
Le sphincter externe est un muscle strié constitué de trois faisceaux, dont les fibres s’entrecroisent antérieurement et postérieurement au canal anal.
Il est innervé consciemment par le nerf rectal inférieur issu du nerf pudendal. Le sphincter externe profond est en contact avec le sphincter interne et est relié à la face postérieure de la symphyse pubienne par l'intermédiaire des muscles pubo-rectaux.
En superficie du sphincter interne se trouve le sphincter moyen, lequel est relié au raphé ano-coccygien donc indirectement au coccyx.
Vient ensuite sous ces deux sphincters un muscle peaucier, le sphincter externe superficiel qui est lui relié au noyau fibreux central du périnée. Il est plus grêle que les deux autres et ne permet pas la continence fécale.

## Vascularisation
La vascularisation artérielle provient de trois pédicules différents : l’artère hémorroïdale supérieure, branche de l'artère mésentérique inférieure ; l’artère hémorroïdale moyenne, branche de l’artère hypogastrique ; l’artère hémorroïdale inférieure, branche de l’artère pudendale (ex honteuse) interne, elle-même branche de division de l’artère hypogastrique.
Les veines suivent le trajet des artères homologues. Le plexus sous-muqueux interne se trouve drainé préférentiellement par les veines hémorroïdales supérieures alors que le plexus sous-cutané externe se draine plus volontiers vers les veines hémorroïdales inférieures. Les connexions existant entre ces deux plexus réalisent une anastomose porto-cave physiologique.

## Innervation
Il est innervé par le nerf rectal inférieur issu du nerf pudendal.

## Pathologies
Les tissus du canal anal sont notamment susceptible de développer  diverses pathologies dont :
- des fistules anorectales ;
- des tumeurs ou cancers[3],[4], carcinomes [5] ou carcinome épidermoïde[6] notamment. Ces cancers peuvent  maintenant être traités (avec plus ou moins de succès selon leur stade de développement et le type de cancer) par la chirurgie et/ou par chimiothérapie et/ou radiothérapie[7] ou des thérapies combinées[8]. Le papillomavirus peut être en cause dans certains cas[9].
- le syndrome d'Hirschsprung[10].